# Catocala strandi
Catocala strandi là một loài bướm đêm trong họ Erebidae.